# Alta Gracia
Alta Gracia är en kommunhuvudort i Argentina.   Den ligger i provinsen Córdoba, i den centrala delen av landet, 700 kilometer nordväst om huvudstaden Buenos Aires. Alta Gracia ligger 556 meter över havet och antalet invånare är 40 384.
Terrängen runt Alta Gracia är platt österut, men västerut är den kuperad. Det finns inga andra samhällen i närheten.
Trakten runt Alta Gracia består till största delen av jordbruksmark. Runt Alta Gracia är det ganska glesbefolkat, med 29 invånare per kvadratkilometer.